# Делфске максиме
Делфске максиме су скуп максима уписаних на Аполонов храм у Делфима.
Првобитно се за њих говорило да су их дале Питије у Делфима и стога су се приписивали Аполону  Доксограф из 3. века Диоген Лаертије приписао их је седам грчких мудраца као и научник из 5. века Стобеј. Савремени научници, међутим, сматрају да је њихово оригинално ауторство неизвесно и да су „највероватније биле популарне пословице, које су се касније приписивале одређеним мудрацима“, римски педагог Квинтилијан је тврдио да ученици требају често да копирају максиме како би побољшали своје морално језгро. Можда најпознатија од ових максима је „Познај себе“, која је била прва од три максиме уклесане изнад улаза у Аполонов храм у Делфима.
Специфичан редослед и формулација сваке максиме варира између различитих верзија (и превода) текста. Не појављују се све максиме у свим верзијама.
Три максиме су исписане на стубу у пронаосу (предворју) Аполоновог храма у Делфима:
| Три главне делфијске максиме | Три главне делфијске максиме | Три главне делфијске максиме |
| Број                         | грчки                        | српски                       |
| ---------------------------- | ---------------------------- | ---------------------------- |
| 001                          | Γνῶθι σεαυτόν                | Познај себе                  |
| 002                          | Μηδὲν ἄγαν                   | Ничег превише                |
| 003                          | Ἐγγύα πάρα δ' Ἄτα            | Сигурност води пропасти      |

Сократов ученик, Ксенофонт, у својим Меморабилијима описао је Сократову употребу максиме упознај себе као организациону тему за његов дијалог са Еутидемом. У овом дијалогу Сократ истиче да је познавање себе почетна тачка за све добре ствари, а непознавање себе је почетна тачка заблуде, али чак ни са ове полазне тачке човек не може бити сигуран да зна шта је добро, а шта лоше.